# Râul Valea Viei, Vedea
Râul Valea Viei este un curs de apă, afluent al râului Vedea. 